# Cattedrale di Cristo Re (Nha Trang)
La cattedrale di Cristo Re (Nhà thờ chính tòa Kitô Vua in vietnamita, Cathédrale du Christ-Roi in francese) di Nha Trang è la cattedrale della diocesi di Nha Trang in Vietnam.

## Storia
La parrocchia è fondata nel 1866 da dei missionari francesi. La chiesa attuale fu costruita in stile neogotico nel 1928 come chiesa parrocchiale dipendente dal vicariato apostolico di Quihnon. La chiesa fu quindi consacrata a Cristo Re il giorno di Pasqua 1930, e di lì in poi gestita da un prete francese della Società per le missioni estere di Parigi, Louis Vallet (1869-1945), sepolto a lato della cattedrale dopo una vita interamente dedicata ai suoi parrocchiani.
Dopo la creazione del vicariato apostolico nel 1957 e l'elevazione a diocesi del 1960 con monsignor Paquet, delle Missioni straniere, la chiesa è scelta come cattedrale.
La cattedrale, adagiata su di un rilievo di questa località balneare, possiede delle grandi vetrate con scene che rappresentano dei santi, in larga parte francesi quali Giovanna d'Arco, e degli episodi della vita di Gesù.

## Galleria d'immagini

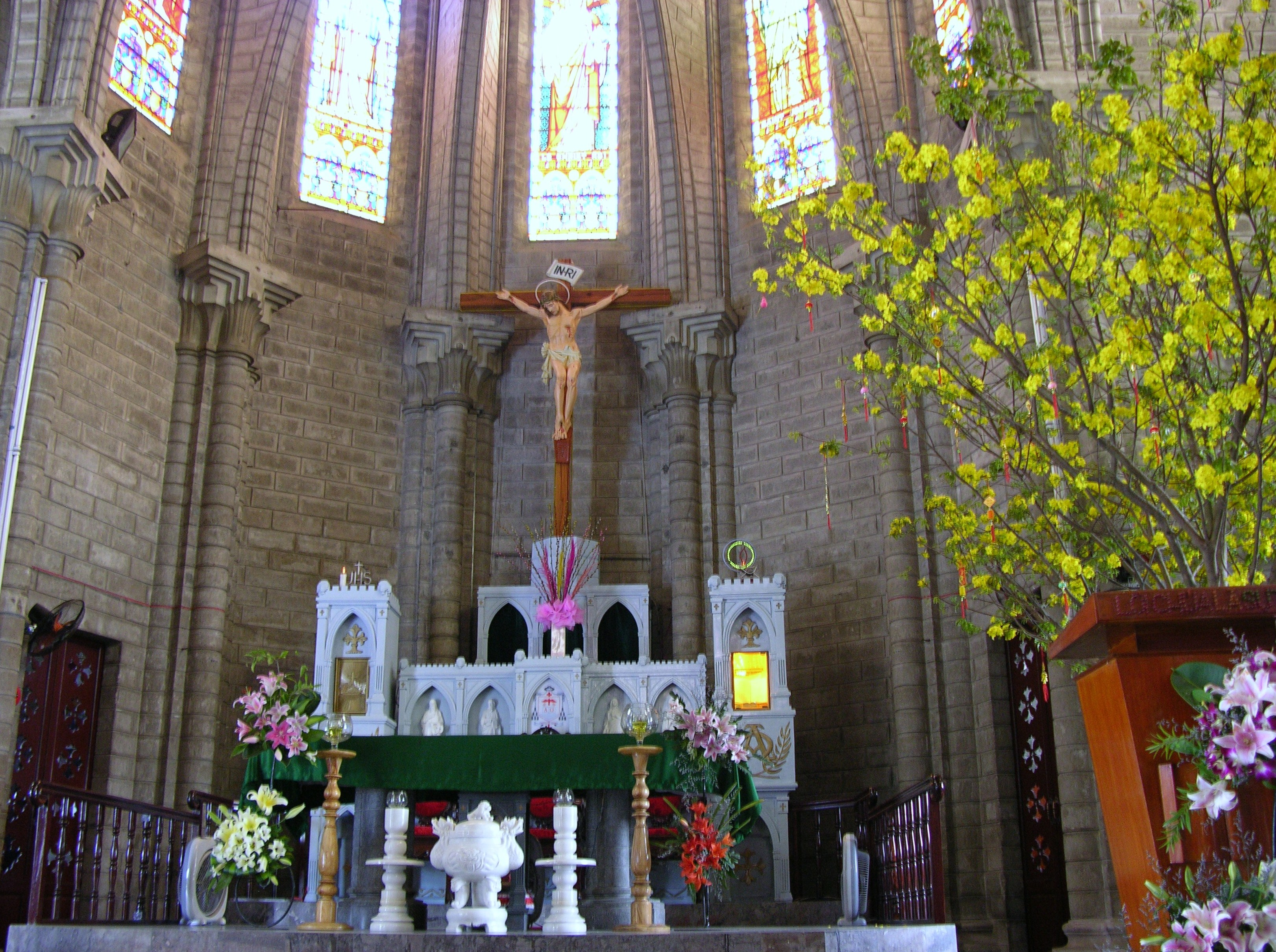
L'altare della cattedrale
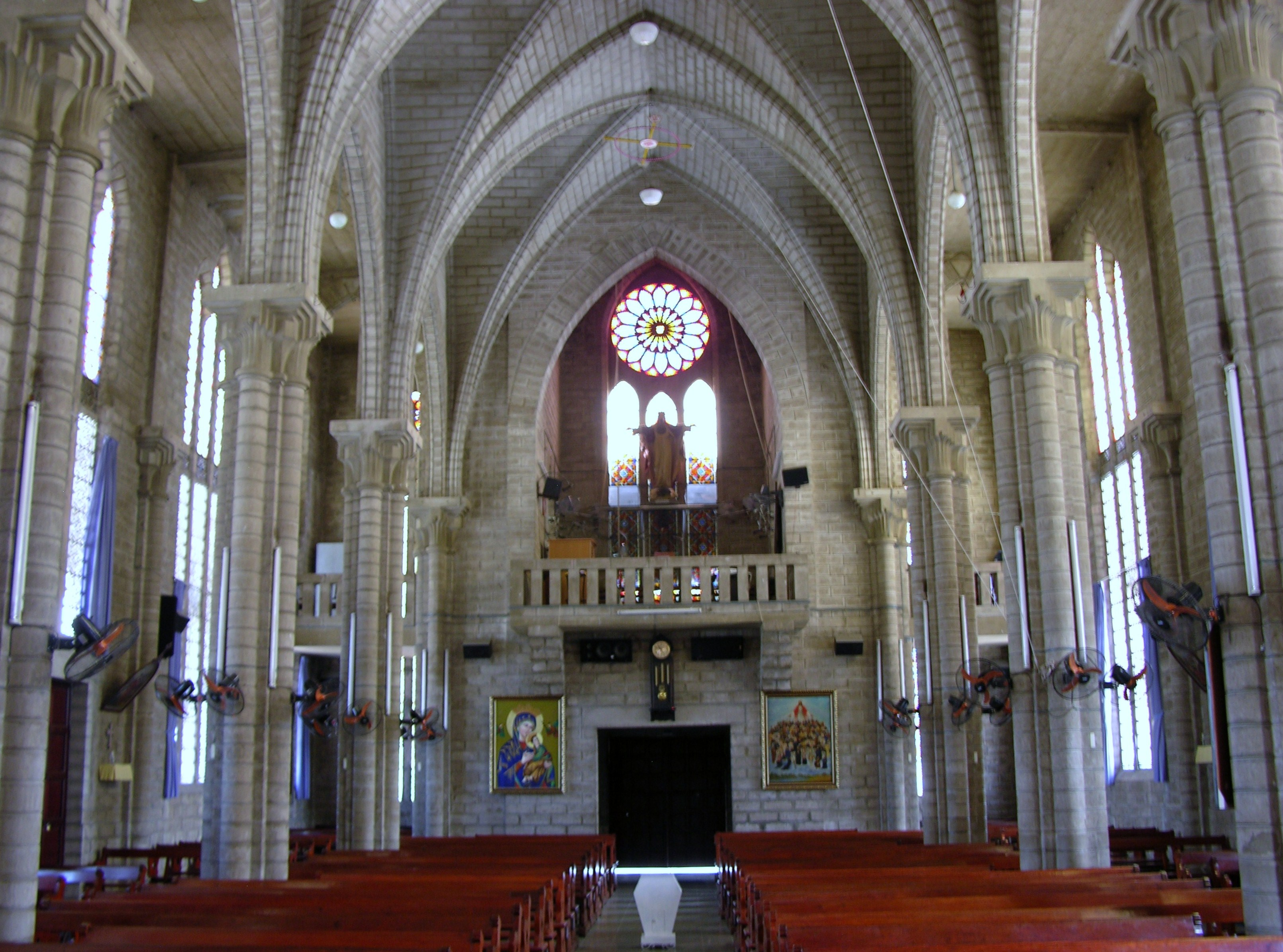
La controfacciata della cattedrale
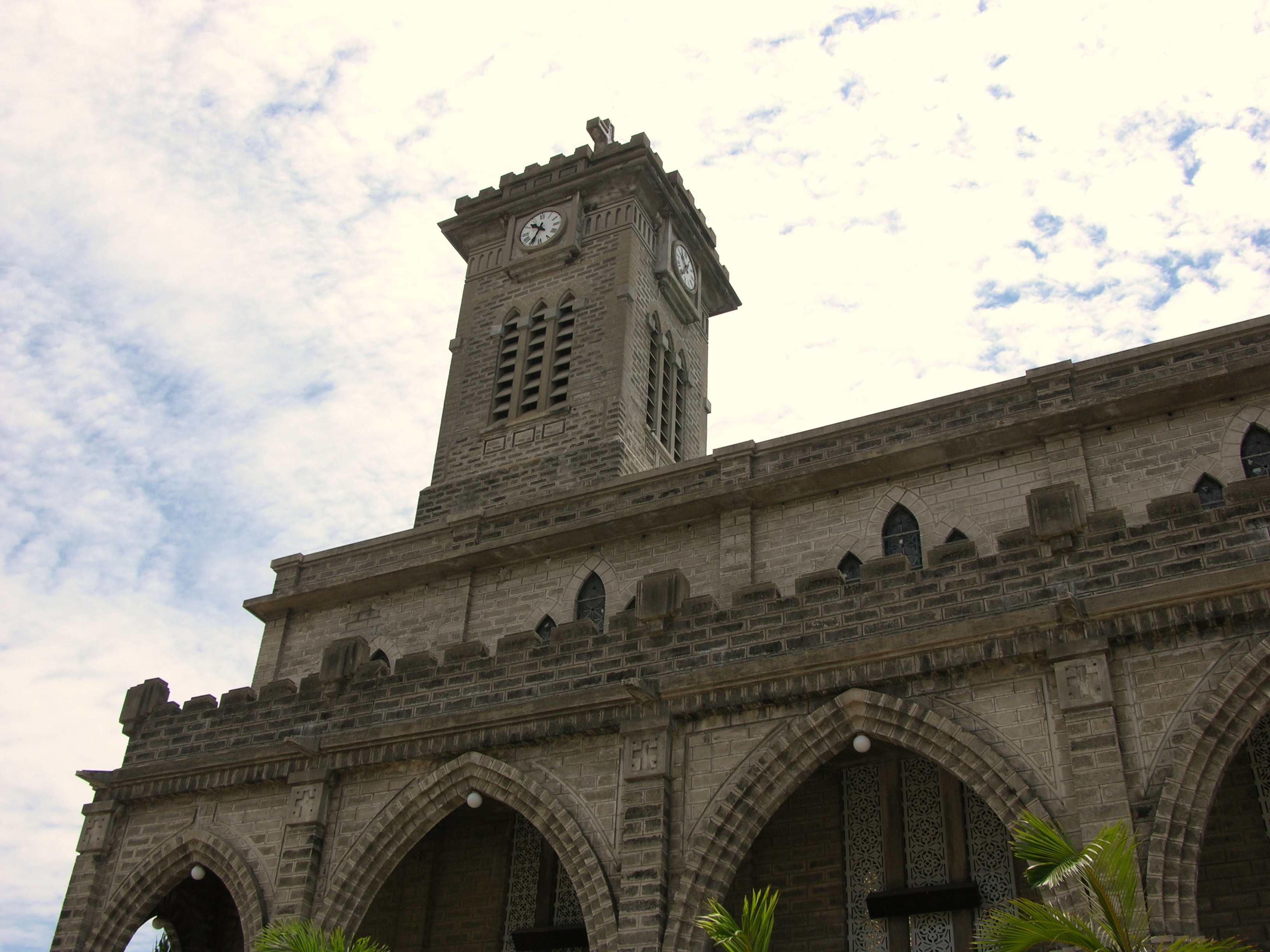
Vista della torre campanaria
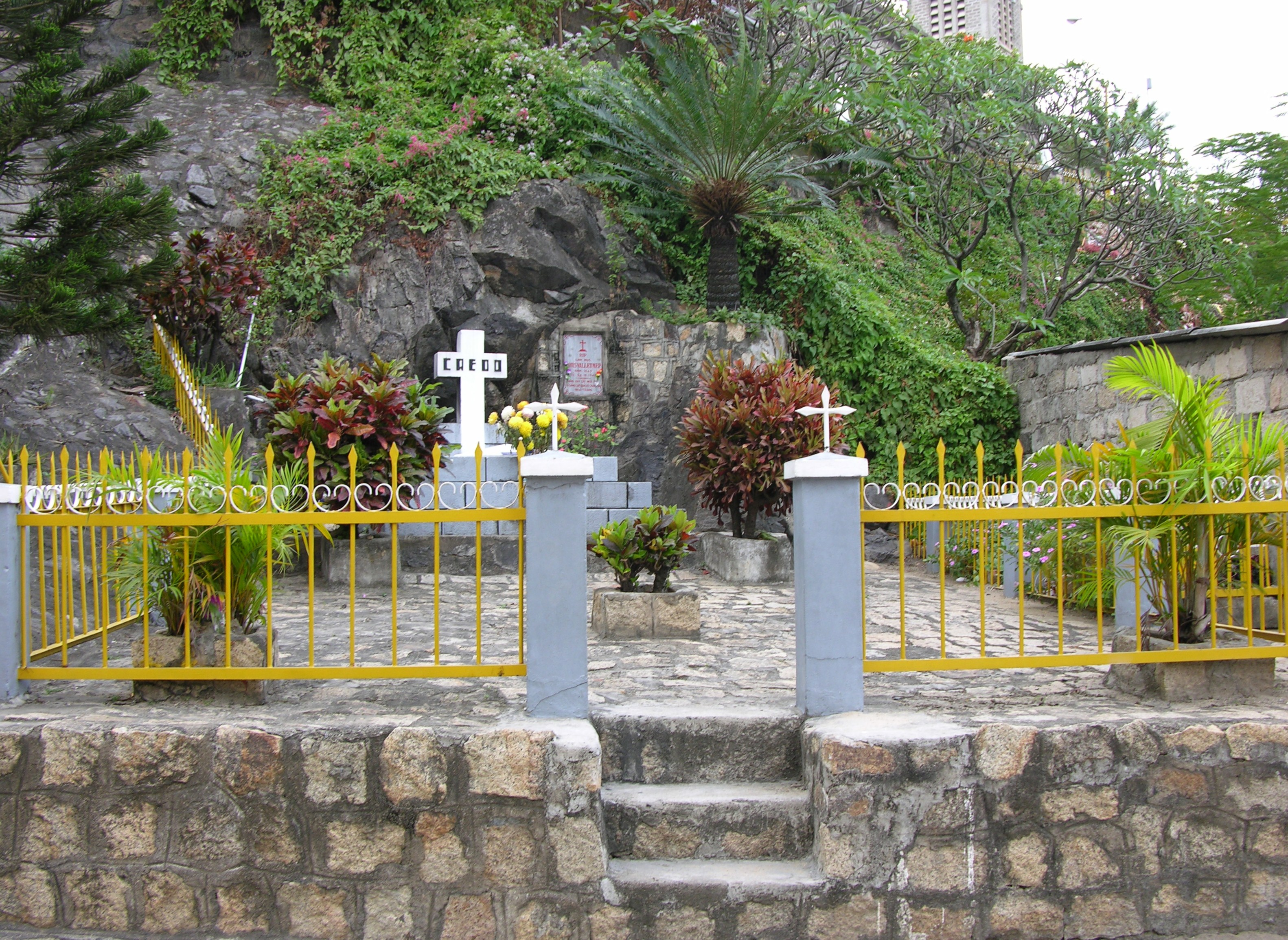
La tomba di Louis Vallet